# Anna Borgfeldt
Anna Borgfeldt, född 26 mars 1993 i Kristianstad, är en svensk ishockeyspelare som spelar för Göteborg HC i Svenska damhockeyligan. Säsongen 2006/2007 debuterade Borgfeldt för Växjö Lakers i Division 1 i ishockey för damer med två matcher under slutspelet. Hon blev kvar till säsongen därpå med spel i Riksserien innan hon gick över till Linköping HC. Säsongen 2011/12 flyttade hon till Kanada för spel med Quinnipiac Bobcats i NCAA. Säsongen 2016/2017 kom hon till Göteborg HC och spelde med dem när de gick upp i SDHL. Hon var under tre säsonger lagkapten för sitt lag. Borgfeldt har Kristianstads IK som sin moderklubb.